# Кротов, Яков Иванович
Яков Иванович Кротов — псковский посадник.
В 1463 ездил в Москву просить у Великого князя для Пскова князя «по псковской старине, который князь Пскову люб». В 1471 году Кротов ходил с псковской силой на помощь Ивану III, воевавшему с Новгородом. В 1482 заключил в Новгороде мир с ливонскими немцами на 10 лет.